# تیم ملی هندبال مردان قزاقستان
تیم ملی هندبال قزاقستان (انگلیسی:  Kazakhstan national handball team) نماینده کشور قزاقستان در مسابقات بین‌المللی ورزش هندبال است.